# 7.62 × 25 mm 토카레프

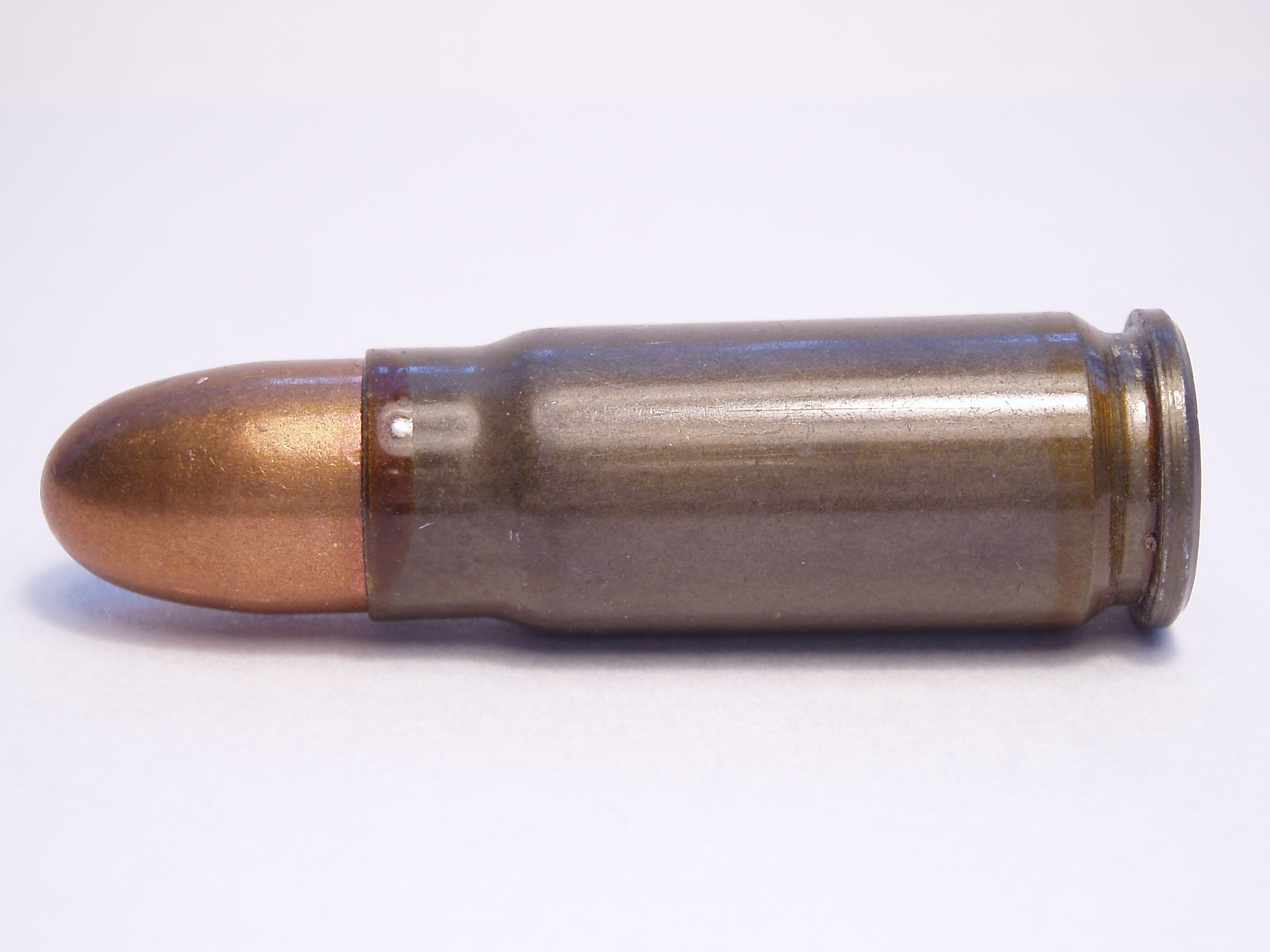
7.62 × 25 mm 토카레프

7.62 × 25 mm 토카레프(7.62×25mm Tokarev) 탄환은 소비에트 연방의 탄환이다. PPSH-41같은 소련의 화기에 쓰였다. 체코에서는 후에 이 탄환을 개조해서 성능을 높여 사용하였다.